# Lockheed XP-58 Chain Lightning
Lockheed XP-58 Chain Lightning là một loại tiêm kích tầm xa của Hoa Kỳ trong Chiến tranh thế giới II.

## Tính năng kỹ chiến thuật (XP-58)
Dữ liệu lấy từ Lockheed Aircraft since 1913
Đặc điểm tổng quát
- Kíp lái: 2
- Chiều dài: 49 ft 5½ in (15,07 m)
- Sải cánh: 70 ft (21,34 m)
- Chiều cao: 16 ft (4,88 m)
- Diện tích cánh: 600 ft² (55,7 m²)
- Trọng lượng rỗng: 31.624 lb (14.344 kg)
- Trọng lượng cất cánh tối đa: 39.192 lb (17.777 kg)
- Động cơ: 2 × Allison V-3420, 3.000 hp (2.238 kW)  mỗi chiếc

 Hiệu suất bay 
- Vận tốc cực đại: 436 mph (379 kn, 702 km/h) trên độ cao 25.000 ft (7.620 m)
- Vận tốc hành trình: 283 mph (246 kn, 455 km/h)
- Tầm bay: 2.650 mi (2.304 hải lý, 4.265 km)
- Trần bay: 38.200 ft (11.645 m)
- Vận tốc lên cao: 2.582 ft/phút (13,1 m/s)

Trang bị vũ khí

- Súng: 

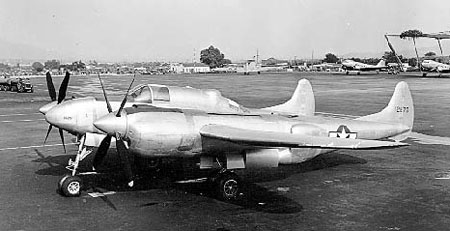
Lockheed XP-58 Chain Lightning side view.

  - 4 × pháo 37 mm (1.46 in) hoặc 1 × pháo 75 mm (2.95 in) và 2 × súng máy.50 in (12,7 mm) **4 × súng máy.50 in (12.7 mm)